# Anopheles kolambuganensis
Anopheles kolambuganensis är en tvåvingeart som beskrevs av Francisco E. Baisas 1932. Anopheles kolambuganensis ingår i släktet Anopheles och familjen stickmyggor.
Artens utbredningsområde är Filippinerna. Inga underarter finns listade i Catalogue of Life.